# Viggo Møller-Jensen
Viggo Vold Møller-Jensen (27. marts 1907 i København – 20. december 2003) var en dansk modernistisk arkitekt, der ofte arbejdede sammen med Tyge Arnfred. Han var professor ved Kunstakademiets Arkitektskole 1955-77.
Han var søn af maleren, arkitekten og kunsthåndværkeren Jens Møller-Jensen og Sigrid Johanne Sophie Jubeline Vold. Møller-Jensen blev student 1925, cand.phil. (filosofikum) fra Københavns Universitet året efter, tømrersvend 1929. Dernæst gik han på Kunstakademiets Arkitektskole (under professor Ivar Bentsen) og tog afgang 1935.
Viggo Møller-Jensen fik egen tegnestue 1940 og var i kompagniskab med Tyge Arnfred fra 1950; desuden sammen med Jørn Ole Sørensen i Fællestegnestuen fra 1961 til slutningen af 1980'erne. Han blev lærer ved Kunstakademiets Arkitektskole 1941 og var professor sammesteds 1955-77 og dekan for samme 1961, 1965-68. Han var medlem af adskillige dommerkomitéer.
Han modtog Bissens Præmie 1944, præmiering fra Københavns Kommune 1944, Eckersberg Medaillen 1954; Zacharias Jacobsens legat 1955, C.F. Hansen Medaillen og Træprisen 1980, Heinrich Tessenow Medaljen 1987, Nykredits Arkitekturpris 1990 og blev æresmedlem af H.T. (Heinrich Tessenow) Stiftung, Tyskland og æresmedlem af Kunstakademiet 1991.
Møller-Jensen var på rejser til Frankrig 1930, England, Frankrig 1931, Italien, Frankrig 1937, gæstelærer ved Massachusetts Institute of Technology, Boston, 1950; opmålingsrejse til Virgin Islands (tidl. Dansk Vestindien) 1961 og flere gange i Grønland 1961-81.
Han udstillede på L'Art Danois Contemporain, Musée de Lyon, Lyon 1953, Charlottenborg Forårsudstilling 1953, 1960, 1962-63, 1969, 1971-72, Charlottenborg Efterårsudstilling 1977 og på Købestævnet, Fredericia 1964.
Han blev gift 2. juni 1934 i København med maleren Anna-Helene (Malene) Helligkilde (3. maj 1909 i Nørre Uttrup ved Aalborg), datter af gartner Niels H. og økonoma Anna Gravesen.

## Værker
- Villa for prokurist Axel Christensen, Vespervej 10, Hellerup (1935, vinduer forandret)
- Restaurationspavillon i Holbæk Strandpark (1935, 1. præmie, sammen med Ib Andersen)
- Etagehus for Vajsenhusianernes Forening, ved Lyngbyvej (1938)
- Eget hus, Kongens Lyngby (1939)
- Atelierhuse, Grønnemose Allé 21-49, Utterslev Mose (1943, fredet)
- Lystofteparken, Brede (1947, sammen med Kay Fisker)
- Dommerparken, Bispebjerg (1949, sammen med Knud Thorball & Magnus Stephensen)
- Ermelundshusene, Jægersborg (1950, sammen med Mogens Black-Petersen)
- 6 etagehuse af jernbeton, indpasset i ældre bebyggelser på Frederiksberg, herunder Kochsvej 5B, Rolighedsvej 9, Falkonér Allé 90-94 (1950-70, præmierede af Frederiksberg Kommune)
- Villa for autoforhandler Niels Gravesen, Dronninglund (1969)

### Sammen medTyge Arnfred
- Tilbygning til Magleås Højskole
- Bygninger til Rødding Højskole
- Bygninger for Askov Højskole (1956-68)
- Folkeskole og Teknisk Skole, Nuuk (1960'erne)
- Herning Højskole (1962, teatersalen 1978)
- Københavns Dag- og Aftenseminarium, Skovlunde (1967-72)
- Uddannelsescentret Klarskovgaard ved Korsør (1970)
- Skælskør Folkehøjskole (1970'erne)
- Kursuscentret Klinten, Rødvig Havn
- SiD kursuscenter, Nykøbing Falster (1. præmie)
- Altangangshuse i Grønland, Nuuk og Ilulissat
- Fritliggende enfamiliehuse, Type 67 m.fl. i grønlandske byer og bygder

### Fællestegnestuen
- Albertslund Syd, tæt-lav boligbebyggelse, studenterkollegier, rådhus m.m. (1960'erne)
- Farum Midtpunkt, etageboliger (1974)
- Flexibo, rækkehuse på Amager (1976)
- Solbjerg Have, Finsensvej/Solbjerg Have 2-32, 5-23/Lauritz Sørensens Vej 25-127, Frederiksberg, etageboliger, ældreboliger, plejecenter, børneinstitutioner (1980)
- Sibeliusparken, boligbebyggelse, Rødovre (1986)